# Cerros de la Marañosa

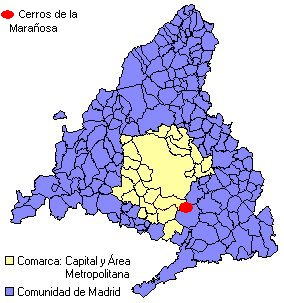
Localización de los cerros.

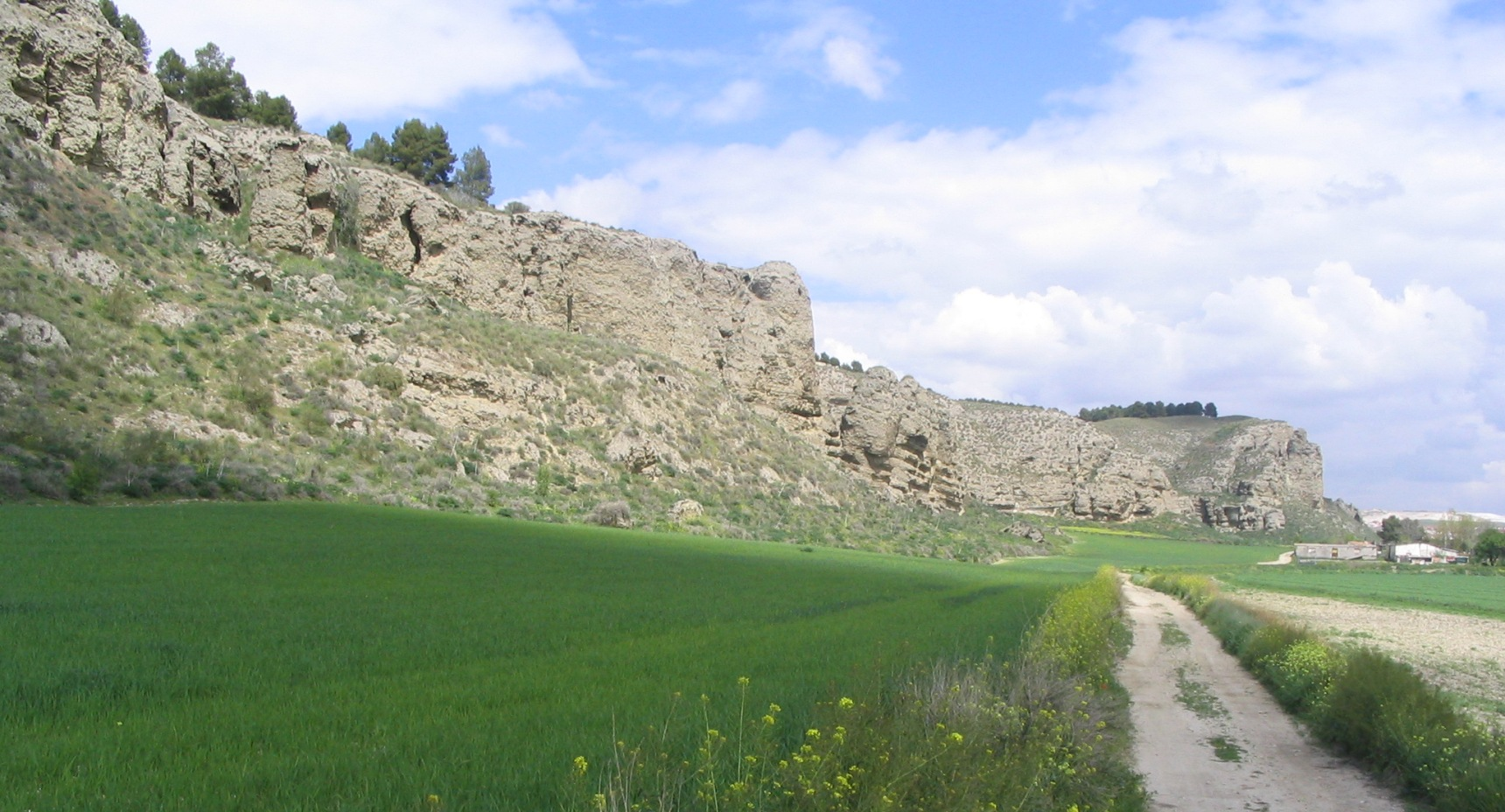
Cantiles de los cerros de la Marañosa.

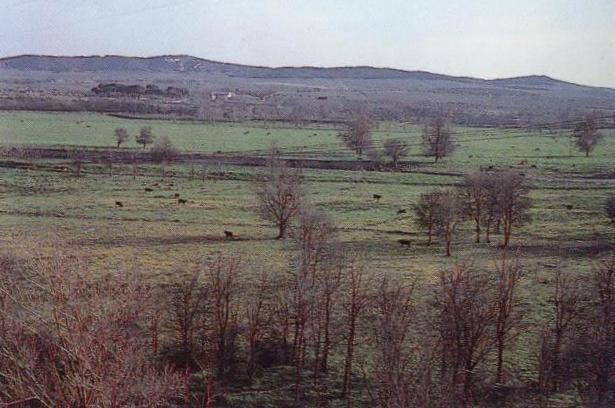
Vertiente norte de los cerros de la Marañosa.

Los cerros de la Marañosa son unos cerros testigo situados a 17 km al sureste de Madrid y a 12 km al este de Getafe, en la zona sur de la Comunidad de Madrid (España). Están también encajados entre el río Manzanares, que pasa por su ladera norte, y el Jarama, que trascurre por su vertiente este. La cara norte de estos cerros están en los términos municipales de Getafe y Rivas-Vaciamadrid, y la cara sur, en el de San Martín de la Vega. 
El lugar es conocido por ser la sede de la "Fábrica Nacional de Productos Químicos" que suministró al Ejército Español de África con agentes químicos durante la guerra del Rif entre 1923 y 1927 y donde actualmente se encuentra el "Instituto Tecnológico «La Marañosa»", que cuenta con 11 edificios temáticos repartidos en 44.000 metros cuadrados; 138 laboratorios organizados en siete áreas especializadas, y una plantilla de alrededor de 800 trabajadores e investigadores civiles y militares.

## Orografía
Estos cerros están dentro del Parque Regional del Sureste, famoso por sus lagunas y humedales. La altitud máxima de los mismos es de 698 metros y sus bases están en torno a 550 m. Presenta unos cortados verticales en sus caras este y sudeste, conocidos como los cantiles de la Marañosa.

## Flora y fauna
Gran parte de estos cerros están reforestados con pino carrasco y en ellos se pueden encontrar gran variedad de aves, jabalíes y pequeños mamíferos.
En julio de 2003, parte de estos bosques se vieron reducidos a cenizas a causa de un incendio. Hoy en día ya hay proyectos para reforestar la zona.

## Leyendas
A finales de 1939, sucede en la noche un incendio en uno de los olivares de La Marañosa. Tras la extinción del fuego permanecía intacto un único olivo entre las cenizas. Este acontecimiento desató todo tipo de especulaciones, adquiriendo el árbol connotaciones mágicas. El pueblo movido por la superstición optó por trasplantar el olivo. Se cree que su paradero actual es la facultad de Bellas Artes de la Universidad Complutense de Madrid.